# 19704 Medlock
19704 Medlock este un asteroid din centura principală de asteroizi.

## Descriere
19704 Medlock este un asteroid din centura principală de asteroizi. A fost descoperit pe 7 octombrie 1999 la Hudson de S. Brady. El prezintă o orbită caracterizată de o semiaxă mare de 3,23 ua, o excentricitate de 0,10 și o înclinație de 2,8° în raport cu ecliptica.